# Internazionali d'Italia 1998
Gli Internazionali d'Italia 1998 sono stati un torneo di tennis giocato sulla terra rossa. È stata la 55ª edizione degli Internazionali d'Italia, che fa parte della categoria ATP Super 9 nell'ambito dell'ATP Tour 1998, e della Tier I nell'ambito del WTA Tour 1998.  Sia che il torneo maschile che quello femminile si sono giocati al Foro Italico di Roma in Italia.

## Campioni

### Singolare maschile
Marcelo Ríos ha battuto in finale  Albert Costa per walkover

### Singolare femminile
Martina Hingis ha battuto in finale  Venus Williams con il punteggio di 6–3, 2–6, 6–3

### Doppio maschile
Mahesh Bhupathi /  Leander Paes hanno battuto in finale  Ellis Ferreira /  Rick Leach con il punteggio di 6–4, 4–6, 7–6

### Doppio femminile
Virginia Ruano Pascual /  Paola Suárez hanno battuto in finale  Amanda Coetzer /  Arantxa Sánchez Vicario con il punteggio di 7–6(1), 6–4